# Báč
Báč, dříve (do roku 1948) Bačfa (maďarsky Bacsfa) je obec na Slovensku v okrese Dunajská Streda. První písemná zmínka o obci pochází z roku 1319, kdy je uvedena jako Boch. Do roku 1918 bylo území obce součástí Uherska. V důsledku první vídeňské arbitráže bylo v letech 1938 až 1945 součástí Maďarska. V roce 2011 měl Báč 553 obyvatel, z nichž 394 se hlásilo k maďarské národnosti a 149 k slovenské.

## Památky
- Římskokatolický kostel sv. Antonína Padovského s františkánským klášterem, jednolodní barokní stavba s polygonálním ukončením presbytáře a věží tvořící součást její hmoty, z let 1660-1674.[3]
- Křížová cesta z roku 1867
- Kaštel s anglickým parkem[4]